# رئیسیه، قنا
رئیسیه (به عربی: الرئيسية)، روستایی از توابع نجع حمادی در استان قنا و کشور مصر است.

## جمعیت
براساس سرشماری سال ۲۰۰۶ مصر، جمعیت آن ۱۰۸۹۴ نفر(۵۴۰۸ مرد و ۵۴۸۶ زن) بوده‌است.